# NFL Championship Game, 1936
O 1936 NFL Championship Game foi a quarta final de campeonato jogada na história da National Football League. o jogo ocorreu em 13 de dezembro, 1936, no Polo Grounds em Nova York, fazendo com que sse fosse o primeiro título da NFL a ser decidido em um campo neutro.
 O proprietário do campeão da Divisão do Leste, Boston Redskins, George Preston Marshall tirou o jogo do Fenway Park de Boston para Nova York, assim como ele tinha anunciado previamente os planos para mudar seu time para Washington, D. C. no próximo ano. Este foi o primeiro jogo decidindo o campeonato para ambos os times, Redskins e o campeão da Divisão do Leste, o Green Bay Packers. O jogo foi a primeira decisão de título da NFL conquistada pelos Packers sob o comando do técnico Curly Lambeau, após vencer os campeonatos da liga dados em razão da classificação na liga em 1929, 1930 e 1931.
|          | 1 | 2 | 3 | 4 | Total |
| -------- | - | - | - | - | ----- |
| Packers  | 7 | 0 | 7 | 7 | 21    |
| Redskins | 0 | 6 | 0 | 0 | 6     |

- First Quarter
  - GB - Hutson recebeu passe de 48 jardas de Herber (Chute de Smith) 7-0 GB
- Second Quarter
  - BOS - Rentner fez uma corrida de 2 jardas (a tentativa de chute falhou) 7-6 GB
- Third Quarter
  - GB - Gantenbein recebeu passe de 8 jardas de (Chute de Smith) 14-6 GB
- Fourth Quarter
  - GB - Monnett fez uma corrida de 2 jardas(Chute de Engebretsen) 21-6 GB